# Синдром међублизаначке трансфузије
Синдром међублизаначке трансфузије (TTTS - енгл. Twin to twin transfusion syndrome) једна је од тежих компликација трудноће која се може јавити у вишеплодној једнојајчаној трудноћи у којој оба плода имају заједничку постељицу. Овај синдром, који изазива диспропорцију у крвотоку близанаца, јавља у око 15% свих случајева са монозиготном (једнојајчаном) вишеплодном трудноћом.
Ако се TTTS правовремено не дијагностикује и лечи, болест је праћена повишеним ризиком од смртности (која настаје у око 80% случајева) и/или инвалидношћу једног или оба плода.

## Епидемиологија
Морбидитет
Синдром међублизаначке трансфузије јавља се у око 15-35% монохорионских близаначких гестација, и одговоран је за 17% перинаталних смртности код мултиплих трудноћа.
Ризици вишеплодне трудноће
Прецизно одређивање зигоцитета сам хорионицитета је најважнији корак за одговарајуће вођење мултиплих трудноћа. Монохориати-моноамниати су праћени великом стопом смртности (50%), затим следе монохориатидиамниати (26%) и дихориати-диамниати (9%).
Морталити је још већи око 24-те недеље гестације. Повећање степена морталитета код монохорионске плацентације узроковано је појавом аберантне васкуларне комуникације у плаценти која води развоју синдром међублизаначке трансфузије.
У моноамнионских близанаца ризик је још већи због могућности упетљавања пупчане врпце. Монохорионски близанци су према томе у већем ризику од прематуритета, интраутерини смрти и неуролошких оштећења праћених компликацијама изазваних синдромом међублизаначке трансфузије.

## Етиопатогенеза
У вишеплодној једнојајчаној трудноћи у којој оба плода има заједничку постељицу, крвоток оба плода може да се међусобно повеже. То, упркос чињеници да сваки плод користи свој део плаценте, може довести до анаомалије у анатомији крвни судова која ће међусобно повезати оба крвотоке (као што је то случај код анастомозе), тако да ће се крв преко успостављене анастомозе циркулисати између оба плода, доводећи до диспропорцију у обиму протока и прилива крви. У зависности од правца кретања крви, најчешће један од плодова постаје „давалац” а други „прималац” крви.
У патофизиолошком смислу код појаве синдрома међублизаначке трансфузије (TTTS), главну улогу играју „дубоке” васкуларне артерио-артеријске, артерио-венске и венско-венске анастомозе, које се не налазе на површини постељице већ дубље у њој, као да су површински крвни судови „заронили” у дубину постељице.
У таквим условима отицање крви од „даваоца” смањује његов укупан волумен циркулирајуће крви, што доводи до појаве хипоксије ткива, застоја у интраутерином развоју, смањену производњу мокраће (која је повезана са оштећењем бубрега). Као последица наведених промена долази до - олигохидрамниона тј. мањка плодове воде, што омета нормално сазревање плућа. Код „примаоца” процес је супротан, због наглог пораста волумен циркулишуће крви, што код овог близанца повећава динамичко оптерећење на срцу и бубрежима. Ово стање је последица увећања волумена плодове воде - полихидрамниона и застоја у раду срца.
Ако се синдрома међублизаначке трансфузије (TTTS) појави до 26. недеље трудноће, а не приступи се адекватном лечењу, плодови углавном страдају или се рађају са озбиљним здравственим проблемима. У случају појаве синдрома после 26. недеље трудноће плодови углавном преживљавају, са великом шансом да избегну развој инвалидности.

## Клиничка слика
У овом синдрому, сви клинички знаци настају због чињенице да близанац „давалац или донор” „крвари” у циркулацију фетуса „примаоца или реципијента” преко абнормалних интерблизаначким плацентних анастомоза.
- Близанац давалац постаје анемичан, хиповолемичан, заостаје у расту и као последицу има смањену уринарну продукцију.
- Како функција гутања амнионске течности није оштећена, волумен плодове воде се постепено смањује.
- Близанац реципијент постаје хиперволемичан и полицитемичан.
- Вишак циркулишуће крви и немогућност адекватне елиминације некада може да доведе до појаве хидропса у тежим случајевима.
- Повећана продукција мокраће примаоца води појави полихидрамниона и прекомерној дистензији амнионског кавума, компресији и смањњењу перфузије даваоца.
- Редукција амнионске течности код даваоца резултује фиксацијом даваоца уз зид материце (најчешће предњи зид - названо stuck twin стање ).[10][11]

## Дијагноза
Дијагностилким прегледима код тешког облика болести констатују се следећи патогени знаци:
- присуство велике мокраћне бешике и полихидрамниона код плода „примаоца”
- изражени мањак плодове воде и недостатак мокраћне бешике код плода „даваоца”, и знацима карактеристичног смањењења покрета због мањег волумена плодове воде.

Главно дијагностичко питање везано за дијагностичка испитивање синдрома међублизаначке трансфузије је прављене разлике између заиста негативног резултата и лажног негативног резултата, услед ране гестације. Зато је Staging – Quintero са сарадницима развио staging систем за категоризацију озбиљносту болести на основу сонографских показатеља.

### Фаза или степени тежине за категоризацију озбиљносту болести на основу сонографских показатеља
У развоју синдрома међублизаначке трансфузије (TTTS), постоји пет фаза или степени, који служе за категоризацију болести на основу сонографских приказа:
| Фаза/степен тежине болести | Дијагностички критеријуми |
| -------------------------- | --- |
| Први степен                | - У овој фази код близанца означеног као „прималац” јавља се вишак плодове воде и развија се полихидрамнион, а код близанца означеног као „давалац” јавља се мањак плодове воде или олигохидрамнион. - У овој фази постоји визуелизација мокраћне бешике на сонографији.                                                                         |
| Други степен               | - Ову фазу болести карактерише одсуствује пуњење и визуелизације мокраћне бешике „давоца” на сонографији |
| Трећи степен               | - Кардиоваскуларне промене карактеришу трећу фазу. - У њој се те промене могу јасно уочити у патолошком налазу на доплер сонографији пупчане артерије и венском протоку; критично абнормалан доплер налаз (АЕДИФ или РЕД у „даваочевој” умбиликалној артерији, или обрнути ток у дуктус венозусу или пулсатилни ток у пупчаној вени „примаоца”). |
| Четврти степен             | - У овој фази развија се фетални хидропс (акумулација течности у телесним шупљинама) код „примаоца”. |
| Пети степен                | - Ову фазу болести карактерише интраутерина смрт једног или оба фетуса. |

## Диференцијална дијагноза
У синдрому међублизаначке трансфузије, диференцијално дијагностички могу доћи у обзир:
- Близанци са дискордантним растом који немају трансфузијски синдром у основи патофизиолошког механизма.
- Неки аутори предлажу нови ентитет назван олигоамнио-полихидрамнио секвенца,[14][15] где би синдром међублизаначке трансфузије био само један део.
- Изолован интраутерини застој у расту треба узети у обзир уколико је разлика у расту мања од 15% а друге карактеристике синдрома нису присутне. * Дихорионска близаначка трудноћа са спојеним постељицама и застојем у расту једног фетуса може да наведе на постављање погрешне дијагнозе. [а]

Поред већ наведених и стања диференцијално дијагностички треба имати у виду и:
- Ифекције ограничене на једном близанцу,
- Асиметрични хорионски развој, мирор синдром (mirror syndrome),[16]
- Фетоматернална хеморагија,
- Абрупција, агенезија дуктуса венозуса и билатерална ренална агенезија једног плода.[17][18]

## Терапија
Након вишегодишњих истраживања ефективности различитих облика лечења, није донета јединствена одлука. Наиме ни једна од предложених терапијских метода (строго лежање, протеински коктели, дикоксин, индометацин, аспирин и сл.) није дала статистички значајне резултате. Агресиван третман је много успешнији него конзервативни, медикаментозни поступак. дугогодишњи најчешће примењиван поступак била је примена амниодеривације (амниодренаже, амниоредукције) амнионског простора код реципијента серијским амниоцентезама.
Данаа се у лечењу најчешће разматрају могућности искључиво хируршке интервенције.

### Медикамнтна терапија
Примена емпиријске медикаментозне терапије није дала убедљиве доказ да је ефикасна. Са идејом да ће побољшати срчану функцију реципијента, коришћена је матернална терапија дигоксином, која је имала анегдотални успех. Наиме способност дигоксина да прође плаценту и стигне до реципијента у терапијским концентрацијама, посебно у присуству хидропса, је дискутабилна.
Индометацин за контролу полихидрамниона код реципијента је контраиндикован па у том смислу било је егзацербирајућег ефекта на већ компромитовану реналну функцију „даваоца”.

### Плацентна хирургија
Све већи напредак у лечењу синдрома међублизаначке трансфузије данас је достигнут применом метода фетоскопије и ласерске коагулације, које имају за циљу прекид плацентних васкуларних комуникација између близанаца, које су највероватније основни механизам синдрома.

#### Ласерска аблација
Ласерска аблација је једини терапијски модалитет који је усмерен на примарну основу болести - прекид међублизаначке трансфузије. Она подразумева фотокоагулацију успостављених анастомоза између две хорионске циркулације, под директном визуелним увидом у процес лечења терапеута.
Третман се изводи тако што се ендоскоп пласира трансабдоминално у утерусну шупљину, под контролом ултразвука. Потом се ласерски зрак апаликује кроз 400 до 600 mikro m сноп оптичких влакна, која се уводе са стране.
Стране.

##### Неселективна ласерска аблација
У овој техници, чији је успех ограничен, ради се аблација свих крвних судова који се приближавају или пролазе мембрана између близанаца. Укупна стопа феталног преживљавања након примене ове методе у једној студији била је 55%, док је проценат трудноћа са бар једним преживелим фетусом био 73%.
На основу једне Мета анализа синдрома који се јавио пре 28. недеље гестације, резултати неселективне ласерске аблације били су слични серијским амниоредукцијама, са укупном стопом преживљавања од 58% или са преживљавањем бар једног живог близанцем од 74% насупрот 70% трудноћа.
Галерија - ласерскa хирургија
- Неселективна ласерска аблација
- Неселективна ласерска аблација

##### Селективна ласерска аблација
Да се постигло умањњње високог процента феталних губитака током неселективне ласерске аблације, развијена је као посебна метода селективна фотокоагулација, која третира аблације само једног донор - реципијента (АВА) укљученеог у трансфузију донор-реципијент.
Пре ласерске аблације врши се ендоскопски преглед крвних судова близу интерблизаначке мембране, како би се идентификовале АВА. Све АВА, укључујући и оне реверзне почев од реципијента до донора, током третмана се фотокоагулишу, како би се спречила реверзија трансфузионог фенотипа.
Како конфигурација анастомоза може бити варијабилна, ендоскопска идентификација АВА није квалитетнија и боља у односу на златни стандард плаценталних ињекционих студија. Визуелно претраживање под оптималним „екс-виво” условима идентификује само 2/3 АВА, који се прикажу помоћу плацентални ињекције. АВА могу бити идентификовани „ин виво” помоћу колор доплера и 3Д ултразвука, што терапеуту олакшава планирање селективне ласерске аблације и резултује краћим трајањем интервенције. Сензитивност ове технике, према данас доступним подацима остаје на нивоу < 50%.

##### Селективни фетицид
У односу на друге терапијске методе којима се покушава спасавање оба плода, селективним фетицидом један фетус се убија лигацијом пупчаника, како би се повећале шансе другом за преживљавање. На самом почетку развоја ова метод је прво била намењеана за фетицид у случајевима у којима други третмани нису успели, посебно тамо где је један фетус сматран претерминалним. Међутим у последње време, ова метода је понуђена и пацијентицама са озбиљним синдромом међублизаначке трансфузије (степен три или четири), као алтернатива селективној ласерској аблацији, са образложењен да је боља солуција добра прогноза за једног, него неизвесна прогнозаза за оба фетуса. Када се донесе одлука о фетициду, остаје питање - који фетус елиминисати?
У почетку биран је донор, због претпоставке да донор има дефектну плацентацију, која ће лоше утицати на даљи интраутерини живот. Поред тога, сматрало се да је мање вероватно да ће реципијент да искрвари у донора, против АВА смера трансфузије. 

Испоставило се да су обе претпоставке погрешне. Постпроцедурално преживљавање и брзина раста поштеђеног реципијента и донора биле су сличне, чинећи и донора и реципијента подједнако одговарајућим за лигацију пупчаника.
Данашњи подаци указују да би реципијент могао бити бољи кандидат за терминацију, из више разлога:
- Технички, циљање пупчаника у амнионској кеси реципијента са полихидрамнионом је лакше.
- Може се направити оклузија пупчаника даље од утериног зида, чиме се смањује ризик од повреде мајке.
- Реципијенти имају већу вероватноћу да развију хидропс и срчану дисфункцију и могу имати већу инциденцу неуролошких секвеле.

Остају индикације за селективни фетициде донора у случају оштећења мозга или срчаног дефекта код донора или повећане дебљине пупчаника код реципијента (> 26 недеља, или хидропс), што оклузију пупчаника може чинити проблематичном. Мана одабира донора је и та да се често мора радити амниоинфузија, како би се пупчаник учинио доступним.

##### Терапија једне феталне смрти
У случају смрти једног близанца, може доћи до разрешења проблема синдрома међублизаначке трансфузије, али је неопходан пажљив мониторинг другог -
преживелог близанца, у смислу откривања акутних трансфузионих секвела.
Када прети интраутерина смрт, порођај, ласер или барем оклузивни фетицид могу превенирати ове разарајуће компликације. Коначно, упркос спорадичним приказима субклиничке коагулопатије код мајки, после интраутерусне смрти једног близанца, нема доказа који би имплицирали дисеминоване интраваскуларну коагулацију, као секвелама интраутерине смрти једног МЦ близанца.

## Прогноза
Одсуство лечења, у пракси доводи (у 100% случајева) до смрти једног или оба плода. Изузетак су ретки случајеви који се налазе у првој фази синдрома међублизаначке трансфузије, или у случајевима када се болест јавља после 22. недеље трудноће (са смртношћу која је процентуално нешто нижа).
У основи прогноза болести зависи фазе трудноће када се болест манифестовала и од тежине циркулаторних промена. Када се знаци синдрома међублизаначке трансфузије нађу у средини трудноће постоји већи ризик од перинаталног морбидитета и морталитета. Интраутерина хипоксија, претерминско рађање и смрт једног фетуса (обично „даваоца”), смрт преосталог плода или хипоксије-исхемија другог фетуса, које су најчешће компликације које се јављају у оваквим трудноћама.